# 甲田充彦
甲田 充彦（こうだ みちひこ）は日本の教育者。
1968年に東京教育大学体育学部を卒業する。東京都立大学附属高等学校教諭などを経て、99～02年に東京都立南多摩高等学校校長に就任した。その後、03～06年に東京都立竹早高等学校校長となり、05～06年には全国高等学校長協会会長を務めた。後に東京都教職員研修センター教授、現在秀明大学教授、学頭、秀明大学教育研究所長として活動している。この間、全国普通科高等学校長会理事長、東京都公立高等学校長協会会長も歴任した。

## 論文
- 磯川、飯塚、中村、中西、岩崎、日丸、永田、甲田「中高年の運動処方に関する研究」『日本体育学会大会号（23）』1972
- 甲田充彦、影山健、中村誠、二条康邦、磯川正教「大学運動部の変容に関する研究」『日本体育学会大会号（24）』1973
- 甲田充彦、磯川正教「高校女子バレーボールのチームづくりについて」『日本体育学会大会号（26）』1975
- 金本益男、磯川正教、甲田充彦「サッカーにおける注視点の分析」『日本体育学会大会号（27）』1976
- 国立情報学研究所収録論文 国立情報学研究所.2010-05-09閲覧。